# Lista orașelor din Eswatini
Aceasta pagină este o listă a orașelor din Eswatini.

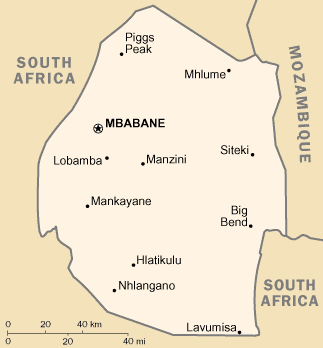
Harta statului Eswatini

- Big Bend
- Hlatikulu
- Lavumisa
- Lobamba
- Mankayane
- Manzini
- Mbabane
- Mhlume
- Ngwenya
- Nhlangano
- Piggs Peak
- Siteki